# Roe (rivier in West-Australië)
De Roe is een rivier in de regio Kimberley in West-Australië.
De rivier vindt haar oorsprong in het Princess May-gebergte in het nationaal park Prince Regent. Ze stroomt vervolgens in noordwestelijke richting en mondt uit in de Prince Frederick-haven in de York-sund van de Indische Oceaan. De rivier bevat verschillende permanente waterpoelen waaronder de Paradise Pool waar vele Aborigines rotstekeningen werden aangetroffen. Deze staan bekend als de Bradshaws. De rotstekeningen zijn minstens 17.000 jaar oud.
De rivier Moran en de kreken Garimbu, Wyulda, Rufous en Gandjal monden uit in de Roe.
De Roe werd in 1820 door Phillip Parker King naar de vader van John Septimus Roe vernoemd tijdens een expeditie met de Mermaid. Tijdens diezelfde expeditie kregen ook Prince Frederick Harbour, Prince Regent River en de nabijgelegen Mount Trafalgar hun naam. De eerste Europeaan die de rivier van haar oorsprong tot haar monding verkende was landmeter-generaal Frederick Slade Drake-Brockman in 1901.